# 山原康太郎
山原 康太郎（やまはら こうたろう、2000年9月19日 - ）は、埼玉県出身のプロサッカー選手。Jリーグ・愛媛FC所属。ポジションはディフェンダー。

## 来歴
前橋育英高等学校では、後にプロ入りした近藤友喜、榎本樹、高橋尚紀、室井彗佑らとプレー。3年時には全国高等学校サッカー選手権大会に出場している。高校卒業後は東京国際大学に進学。
2022年8月2日、2023年シーズンからの藤枝MYFC加入内定が発表された。2022年シーズンは特別指定選手としてチームに登録された。
2023年より藤枝MYFCに正式加入。3月19日、J2リーグ第5節の東京ヴェルディ戦で途中出場しプロデビュー。
2024年12月、愛媛FCへ完全移籍することが発表された。

## 所属クラブ
- JJL
- 長鶴サッカー少年団
- 坂戸ディプロマッツ
- 前橋育英高等学校
- 東京国際大学
  - 2022年8月 - 同年12月  藤枝MYFC（特別指定選手）[6]
- 2023年 - 2024年  藤枝MYFC
- 2025年 -  愛媛FC

## 個人成績
| 国内大会個人成績 | 国内大会個人成績 | 国内大会個人成績 | 国内大会個人成績 | 国内大会個人成績 | 国内大会個人成績 | 国内大会個人成績 | 国内大会個人成績 | 国内大会個人成績 | 国内大会個人成績 | 国内大会個人成績 | 国内大会個人成績 |
| 年度             | クラブ           | 背番号           | リーグ           | リーグ戦         | リーグ戦         | リーグ杯         | リーグ杯         | オープン杯       | オープン杯       | 期間通算         | 期間通算         |
| 年度             | クラブ           | 背番号           | リーグ           | 出場             | 得点             | 出場             | 得点             | 出場             | 得点             | 出場             | 得点             |
| 日本             | 日本             | 日本             | 日本             | リーグ戦         | リーグ戦         | リーグ杯         | リーグ杯         | 天皇杯           | 天皇杯           | 期間通算         | 期間通算         |
| ---------------- | ---------------- | ---------------- | ---------------- | ---------------- | ---------------- | ---------------- | ---------------- | ---------------- | ---------------- | ---------------- | ---------------- |
| 2020             | 東京国際大       | 3                | 他               | -                | -                | -                | -                | 1                | 0                | 1                | 0                |
| 2023             | 藤枝             | 16               | J2               | 17               | 1                | -                | -                | 1                | 0                | 18               | 1                |
| 2024             | 藤枝             | 16               | J2               | 26               | 1                | 1                | 0                | 0                | 0                | 27               | 1                |
| 2025             | 愛媛             | 4                | J2               |                  |                  |                  |                  |                  |                  |                  |                  |
| 通算             | 日本             | 日本             | J2               | 43               | 2                | 1                | 0                | 1                | 0                | 45               | 2                |
| 通算             | 日本             | 日本             | 他               | -                | -                | -                | -                | 1                | 0                | 1                | 0                |
| 総通算           | 総通算           | 総通算           | 総通算           | 43               | 2                | 1                | 0                | 2                | 0                | 46               | 2                |

- 2022年 特別指定選手としての公式戦出場無し

出場歴
- Jリーグ初出場 - 2023年3月19日 J2第5節 東京ヴェルディ戦 (藤枝総合運動公園サッカー場)
- Jリーグ初得点 - 2023年7月22日 J2第27節 ツエーゲン金沢戦 (藤枝総合運動公園サッカー場)

## タイトル

### クラブ
東京国際大学体育会サッカー部
- 関東大学サッカーリーグ戦2部（2021年）